# فرودگاه صحرایی ایگل
فرودگاه صحرایی ایگل (به انگلیسی: Eagle Field (airport)) یک فرودگاه خصوصی است که یک باند فرود آسفالت دارد و طول باند آن ۷۰۱ متر است. این فرودگاه در شهر دوس پالوس، کالیفرنیا کشور ایالات متحده آمریکا قرار دارد و در ارتفاع ۴۷ متری از سطح دریا واقع شده است.